# Incendio de El Encanto
El incendio de El Encanto fue ocasionado por un ataque incendiario que destruyó una tienda por departamentos en el centro de La Habana el 13 de abril de 1961.

## Historia
El Encanto fue la tienda por departamentos más grande de Cuba, con cinco pisos, construida originalmente en 1888, y situada en La Habana Vieja. Tras la Revolución cubana fue nacionalizado el 14 de octubre de 1960.

## Incidente
Cerca de las 7:00 p. m. del 13 de abril de 1961, dos artefactos incendiarios explotaron en el departamento de sastrería, fue realizado a esa hora con la intención de que no hubiera heridos, sin embargo Fe del Valle quien intento rescatar las recaudación del sindicato, fue encontrada entre los escombros.

## Consecuencias
Ese mismo día los almacenes La Comercial y EI Anela sufrieron ataques similares. Carlos González Vidal fue reconocido por un oficial como empleado de la tienda, en su departamento de registro. Fue detenido y el coronel Oscar Gámez lo identificó como principal sospechoso del atentado. Carlos González fue arrestado y llevado a una instalación de Seguridad del Estado, donde fue torturado durante 4 meses. Protegió a sus compañeros conspiradores Antonio Martínez y Mario Pombo durante su juicio y confesó la acción de colocar las dos bombas incendiarias, posteriormente fue juzgado y condenado 30 años de cárcel, sin embargo el Che Guevara rechazó el veredicto y ordenó su fusilamiento.
Se les dieron 30 años para Pombo y Martínez y de 15 a 20 años para el otro acusado. Carlos González mientras esperaba la ejecución, escribió una carta a sus seres queridos que incluía estas palabras: "Moriré muy pronto y no tengo miedo, ya que sé que Dios me abrazará en sus brazos porque he luchado por una causa justa y si tuviera dos vidas, las ofrecería para defender a mi país de estos asesinos, cobardes y traidores ". Su ejecución se llevó a cabo en la Fortaleza de San Carlos de La Cabaña el 20 de septiembre de 1961, ante el pelotón de fusilamiento, gritó 'Viva Cristo Rey'! ¡Viva Cuba libre!".

## Legado
El gobierno realizó una campaña nacional para recaudar fondos para reconstruir la tienda, cientos de personas donaron para tal fin, recaudando alrededor de 13 millones de pesos cubanos. Sin embargo, se realizó el parque Fe del Valle en su lugar, el cual sería bautizado popularmente como el Parque de La Gran Estafa.